# National Board of Review
Il National Board of Review of Motion Pictures (più comunemente National Board of Review, abbreviato in NBR) è un'organizzazione no profit newyorkese dedicata al cinema inteso sia come arte che come intrattenimento, alla celebrazione dell'eccellenza artistica e al sostegno della libertà d'espressione nei film. Non ha alcun legame commerciale con l'industria cinematografica.
I membri, che comprendono insegnanti, studenti, storici, professionisti dell'industria cinematografica, cinefili nel senso più ampio del termine, vedono e valutano ogni anno quasi trecento film. Spesso le visioni sono seguite da dibattiti approfonditi con registi, attori, produttori e sceneggiatori. A fine anno attraverso apposite schede di votazione determinano i vincitori dei premi annuali.

## Storia
Fu fondato a New York nel 1909, in segno di protesta contro il sindaco della città George B. McClellan, Jr. che alla vigilia di Natale del 1908 aveva revocato le licenze per la proiezione di film, nella convinzione che il nuovo mezzo espressivo degradasse i costumi morali della comunità. Per affermare il diritto costituzionale alla libertà d'espressione, i proprietari dei cinematografi, guidati da Marcus Loew, insieme ai distributori (Edison, Biograph, Pathe and Gaumont) e a John Collier del People's Institute della Cooper Union fondarono il New York Board of Motion Picture Censorship, il cui nome fu presto modificato in quello attuale per evitare il senso negativo associato alla parola "censura". L'obiettivo era di appoggiare i film di valore e sostenere la nuova arte.
Nello sforzo di evitare la censura di Stato, il National Board divenne una sorta di passaggio obbligato, non ufficiale, per i nuovi film. Dal 1916 fino agli anni cinquanta centinaia di film apposero nei titoli di testa la scritta "Passed by the National Board of Review" ("approvato dal National Board of Review"), che divenne un motivo di fiducia per il pubblico.

## Pubblicazioni
Nel corso degli anni si è guadagnato stima e riconoscimento internazionale grazie alle proprie pubblicazioni specialistiche: Film Program (1917-1926), Exceptional Photoplays (1920-1925), Photoplay Guide to Better Movies (1924-1926), National Board of Review Magazine (1926-1942), New Movies (1942-1949) e Films in Review (dal 1950).

## National Board of Review of Motion Pictures Awards
Fin dal 1929 il National Board of Review sceglie ogni anno i migliori film in lingua inglese e i migliori film stranieri e rimane tuttora la prima associazione di critica cinematografica ad annunciare i propri premi annuali (nel mese di dicembre, quindi alla fine dell'anno preso in esame e non nel corso del successivo, come abituale per premi di questo genere). 
Fino al 1944 sono stati premiati solo i migliori film e, episodicamente, i migliori documentari ed i migliori film stranieri. Dal 1945 sono state aggiunte nuove categorie e premiati anche registi ed attori. Ulteriori premi sono stati aggiunti a partire dagli anni novanta. Oltre al premio alla carriera, episodicamente vengono assegnati anche premi alla carriera in specifici settori (direzione della fotografia, composizione musicale, produzione).

### Premi attuali
Attualmente si assegnano i seguenti riconoscimenti:
- Miglior film (Best Film) (dal 1932)
- Migliori dieci film (Top Ten Films) (dal 1929)
- Miglior film straniero (Best Foreign Language Film, poi Best Foreign Film) (dal 1934)
- Migliori film stranieri (Top Foreign Films, poi Top Five Foreign Films) (dal 1929)
- Miglior documentario (Best Documentary) (dal 1940)
- Migliori cinque documentari (Top Five Documentaries) (dal 2003)
- Miglior film d'animazione (Best Animated Feature) (dal 2000)
- Migliori film indipendenti (Top Independent Films) (dal 2006)
- Miglior regista (Best Director) (dal 1945)
- Miglior regista esordiente (Outstanding Directorial Debut, poi Best Directorial Debut, quindi Best Debut Director) (dal 1997)
- Miglior attore (Best Actor) (dal 1945)
- Miglior attrice (Best Actress) (dal 1945)
- Miglior attore non protagonista (Best Supporting Actor) (dal 1954)
- Miglior attrice non protagonista (Best Supporting Actress) (dal 1954)
- Miglior cast (Best Acting By An Ensemble, poi Best Ensemble Cast) (dal 1994)
- Miglior sceneggiatura originale (Best Original Screenplay) (dal 2003)
- Miglior sceneggiatura non originale (Best Adapted Screenplay) (dal 2003)
- Premio alla libertà d'espressione (Freedom of Expression, per un periodo The Bvlgari Award for NBR Freedom of Expression) (dal 1995)

### Premi non più assegnati
- Premio alla carriera (Career Achievement Award) (1979-2007)
- Premio Billy Wilder per l'eccellenza nella regia (Billy Wilder Award For Excellence In Directing) (1994-2006)
- Miglior sceneggiatura (1948-1949, 1951, 1995, 1998-2002)
- Miglior performance rivelazione maschile (Breakthrough Performance - Male, poi Best Breakthrough Performance by an Actor)
- Miglior performance rivelazione femminile (Breakthrough Performance - Female, poi Best Breakthrough Performance by an Actress)
- Premio William K. Everson per la storia del cinema (William K. Everson Award For Film History)